# یاشنگه
یاشنگه (به لاتین: Jasienie) یک روستا در لهستان است که در گمینا لاسوویتسه ویلکیه واقع شده‌است. یاشنگه ۸۷۳ نفر جمعیت دارد.